# Курт фон Шушниг
Курт фон Шушниг, пуно име: Курт Алоис Јозеф Јохан Едлер фон Шушниг (14. децембра 1897 — 18. новембра 1977), био је аустријски политичар и државни канцелар у периоду 1934—1938. На то место је дошао после атентата на Енгелберта Долфуса, његовог претходника у јулу 1934. и био је на том место до аншлуса Аустрије 1938. године. Он је најмлађи човек који је био на месту канцелара у историји Аустрије. Супротставио се Хитлеровој идеји да се Аустрија прикључи Трећем рајху. Када није успео да сачува независност Аустрије, дао је оставку на место канцелара. После инвазије ухапшен је од стране Немаца и Други светски рат је провео по самницама и различитим концентрационим логорима. Ослобођен је 1945. године и остатак живота је провео као професор у САД.

## Биографија

### Рана младост
Шушниг је рођен у Рива Дел Гарди која се тада налазила у Аустроугарској, а данас у Италији. Био је син аустријског генерала Артура фон Шушнига. Похађао је језуитски колеџ у Фелдкирху. Током Првог светског рата Италијани су га заробили и држали као заробљеника до септембра 1919. После дипломирања на универзитету у Инзбруку радио је као адвокат у том граду.

### Политичка каријера
Шушниг се учланио у десничарску Хришћанску социјалну партију и постао је члан парламента (1927). Године 1932. Долфус га је именовао за министра правде, а касније и за министра образовања. Када је Долфус убијен именован је за канцелара и настављао је да влада по Долфусовој диктатури. Шушинг је наредио да се оптужени за Долфусово убиство обесе (њих тринаесторо). Његова политика није била много другачија од политике свог претходника. Морао је да се бави привредом скоро банкротиране државе, да одржава ред и закон у држави која је била забрањена Версајским уговором. У исто време морао је да се бори са паравојним снагама у Аустрији које своје оданост нису давале држави, већ различитим ривалским политичким странкама. Такође је морао да мисли и на растућу снагу национал-социјализма унутар државе које су подржале Хитлерову идеју да се Аустрија припоји Немачкој.
Његов главни политички проблем био је како да сачува независност Аустрије, а да не крши одредбе Версајског уговора. Његова политика стабилизације немачке претње тако што се удруживао са Италијом и Мађарском је била осуђена на пропаст након што се Хитлерова војна моћ повећала и постала доминантна у Европи. Усвојио је политику попуштања према Хитлеру. У јулу 1936. године потписао је немачко-аустријски споразум о пуштању свих заробљених нациста на територији Аустрије и укључењу национал-социјалистичке странке у његов кабинет.

#### Аншлус
Дана 12. фебруара 1938. Шушниг се састао са Хитлером у Берхтесгадену у покушају да ублажи лоше везе између две државе. Хитлер је, на Шушнигово изненађење, представио низ захтева који су изгледали као ултиматум, у којима се издаје наредба да се власт преда национал-социјалистима Аустрије. Услови уговора који је дат Шушнигу је захтевао од њега неодложено одобравање постављања Артур Зајс-Инкварта као министра безбедности и Др. Ханса Фишбока као министра финансија да би се припремило за економско уједињење Немачке и Аустрије. Сто официра је требало да буде размењено између аустријске и немачке војске. Сви заробљени Нацисти требало је да добију помиловање. У замену Хитлер ће поново јавно да потврди уговор од 11. јула 1936. и аустријски национални суверенитет. Према Шушниговим мемоарима био је присиљен да споразум потпише пре него што напусти Берхтесгаден. Кључна клаузула у ултиматуму је била да се на место министра безбедности постави Зајс-Инкварт са потпуном и неограниченом контролом полиције у Аустрији. Председник Аустрије у то доба, Др. Вилхелм Миклас, није хтео да одобри споразум, али је на крају то учинио. Пошто је одобрио споразум Шушниг, Миклас и остали важнији чланови скупштине су размишљали о неколико опција:
1. Да канцелар да оставку и да председник изабере новог канцелара који ће изабрати скупштину која неће бити у обавези да испуњава захтеве из уговора потписаног у Берхтесгадену.
2. Да се изабере нови канцелар који ће испуњавати обавезе из берхтесгаденског уговора.
3. Да испуне обавезе из уговора и да канцелар остане исти.

Одлучили су се за трећу опцију.
Дана 14. фебруара 1938. Шушниг је реорганизовао скупштину и у њу укључио представнике свих бивших и садашњих политичких партија. Хитлер је одмах потом именовао новог гаулајтера за Аустрију.
Дана 20. фебруара 1938. Хитлер је одржао говор испред Рајхстага који се преносио уживо и у Аустрији. Кључни израз у говору је био: „... Немачки рајх више није спреман да толерише сузбијање десет милиона Немаца изван граница Немачке.“ У Аустрији је говор био дочекан са забринутошћу и демонстрацијама, нацистичке и антинацистичке стране, подједнако.
Да би решио политичку несигурност у земљи и уверио Хитлера и остатак света да народ Аустрије жели да остане у независној Аустрији, Шушниг, са пуном подршком председника и осталих политичких лидера, је одлучио да одржи референдум 13. марта 1938. Али слоган референдума на који е одговарало са „Да“ или „Не“ је испао контроверзан. Гласио је:
„Да ли сте за немачко ослобођену, независну и друштвену, хришћанску и јединствену Аустрију, за мир и рад, за једнакост свих оних који афирмишу себе за народ и Отаџбину?“
Али постојао је још један проблем који је изазвао бес код национал-социјалиста. Иако су представници Шушнигове странке (Отаџбински фронт) могли гласати без обзира на године, сви остали Аустријанци испод 24 године нису могли да гласају по клаузи из аустријског устава. То би из гласања искључило већину присталица национал-социјалистичке странке, јер су они највећу подршку имали међу младима.
Немачка реакција на ту најаву је била брза. Прво је Хитлер инсистирао да референдум буде отказан. Када је Шушниг невољно прихватио да га укине, Хитлер је захтевао да Зајс-Инкварт буде постављен за новог канцелара. Овај захтев председник Миклас није хтео да испуни, али је после претње војном интервенцијом, овај захтев такође прихваћен. 11. марта Шушниг је дао оставку и на његово место је дошао Зајс-Инкварт, али и поред тога немачке трупе су ушле у Аустрију и дочекане су свугде од стране одушевљене и усхићене масе народа. 12. марта 1938. Шушниг је постављен у кућни притвор.

### Затвор и концентрациони логори
Након почетног кућног притвора, уследило је затварање у самницу у седишту Гестапа. Остатак рата је провео у два различита концентрациона логора: Дахау и Захсенхаузену. Крајем априла 1945. године, Шушниг је заједно са осталим истакнутим личностима који су били заробљени с њим у логору превезен у Тирол где су чувари напустили затворенике. Ослобођен је од стране америчке војске 5. маја 1945. године.
Био је један од сведока против нациста у процесу у Нирнбергу.

### Живот после рата
После Другог светског рата емигрирао је у САД где је радио као професор политичких наука на универзитету у Сеинт Луису од 1948. до 1967, када се вратио у Аустрију. Умро је у Мутерсу близу Инзбрука у Аустрији.

## Шушнигова дела
- Моја Аустрија (1937)
- Аустријско опело (1946)
- Интернационално право (1959)
- Брутално преузимање (1969)
- Im Kampf gegen Hitler. Die Überwindung der Anschlussidee (1969)